# Фрибур (кантон)
Фрибу́р (на френски: Fribourg) или Фра́йбург (на немски: Freiburg) е двуезичен кантон в Швейцария. Административен център е град Фрибур (Фрайбург).
Има площ от 1670,7 кв. км. Населението му се състои от 278 493 жители към декември 2010 г. От тях 63 % са френскоезични, а 29 % са немскоезични; официалени езици са немският и френският. От населението на кантона 43 838 души (около 16,65 %) са с чуждо гражданство по данни от 2007 г.